# Le Cœur et l'Argent
Le Cœur et l'Argent er en fransk stumfilm fra 1912 af Louis Feuillade og Léonce Perret.

## Medvirkende
- Suzanne Grandais som Suzanne Mauguiot
- Renée Carl som Mauguiot
- Raymond Lyon som Raymond
- Paul Manson som Monsieur Vernier
- Henri Gallet